# Aïn Sebt
Aïn Sebt è un comune dell'Algeria, situato nella provincia di Sétif.